# 阿弗列多·珀爾

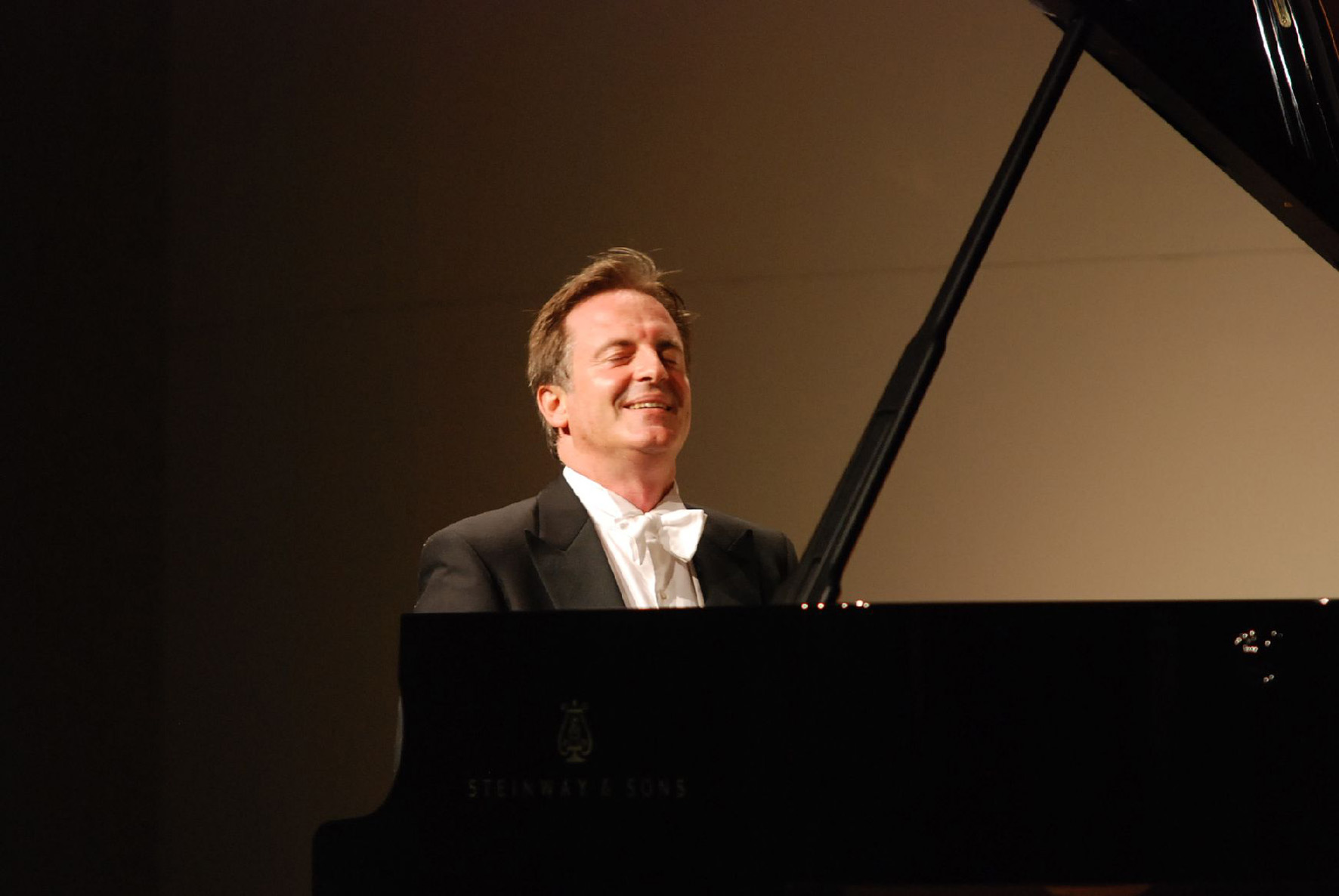
2008年的阿弗列多·珀尔

阿弗列多·珀爾（Alfredo Perl，1965年—），智利鋼琴家，指挥家。他以演奏贝多芬的钢琴奏鸣曲而知名，为代特莫尔德室内乐团现任指挥。

## 生平
阿弗列多·珀尔生于智利圣地亚哥，从小学习钢琴，在智利国家音乐学院從作曲家卡洛斯·博托·瓦拉里诺學習，後移居德國，在科隆的音樂學校為君特·路德维希的門下生，旋在獲得英國文化學院獎學金後，前往英國師從玛丽亚·库尔乔（阿圖爾·施納貝爾的學生）。
珀爾所擅長的演奏曲目是貝多芬與李斯特，他對於貝多芬鋼琴奏鳴曲的詮釋最受好評，自1996年到1997年珀爾在威格莫尔音乐厅完成全本貝多芬奏鳴曲的演奏後，他受邀到世界各地進行演出，並出版了貝多芬奏鳴曲全集錄音。同時，他也配合錄製了一些室內樂，以及李斯特的鋼琴作品。亦演奏古典時期的維也納樂派如莫札特、海頓、舒伯特等，以及19世紀與20世紀之交的的作品，例如德彪西、史克里亞賓、勋伯格。

## 评价
珀爾偶爾會被樂評拿來與阿勞相較 ，這是因為珀爾是繼阿勞之後最受矚目的智利鋼琴家。他追求音色的明亮，對於樂曲具詮釋能力，演奏動作並不誇張。雖然珀爾離開了智利前往歐洲發展並定居，他仍認為智利是他的故鄉。而對於音樂，他說：「音樂與其說是我的故鄉，不如說是我的語言，我用他來表達自己。」

## 言論
|                 | 藝術不是服務於商業的商品，而是一種溝通，這種溝通臣服於商業之外的法則。 |
| ——阿弗列多·珀爾 |                                                                        |